# Gerrit Wormmeester
Gerhardus Johannes (Gerrit) Wormmeester (Terborg, 31 augustus 1932 - 8 augustus 2011) was een Nederlands directeur, transportkenner en hoogleraar.
Prof.dr.ir. Wormmeester bezocht de HBS in Winterswijk. Hij vervolgde zijn opleiding aan de Technische Universiteit te Delft. Hij was lange tijd werkzaam bij Europe Container Terminals (ECT) in de Rotterdamse haven, laatstelijk als president-directeur. Hij heeft de omslag geïnitieerd van stuksvervoer naar containervervoer.
Wormmeester geldt sinds de jaren zestig als een pionier en pleitbezorger van het containervervoer. Sinds het prille begin was hij betrokken bij de plannen voor de Betuweroute. Hij wordt gezien als een voorman van de Rotterdamse havenlobby.
In 1984 werd hij tot 'Havenman van het Jaar' verkozen. Hij was een tijd lang lid van het dagelijks bestuur van de Rotterdamse Havenondernemersvereniging SVZ. Wormmeester was ook medeoprichter en bestuurslid van de Nederland Distributieland en voorzitter van de Adviesraad Goederenvervoer. Na zijn pensionering in 1992 werd hij bijzonder hoogleraar Vervoer en Transport aan de Delftse universiteit.